# Rutland
Rutland este un comitat în centrul Angliei. Este cel mai mic comitat al Angliei.

## Orașe
- Oakham
- Uppingham

1. ↑   https://ons.maps.arcgis.com/home/item.html?id=a79de233ad254a6d9f76298e666abb2b Lipsește sau este vid: |title= (ajutor)